# Ludwig Bertsch
Ludwig Bertsch SJ (* 16. Juni 1929 in Frankfurt am Main; † 28. August 2006 in Köln) war ein deutscher Jesuitenpater und Theologe. Bertsch war Rektor der Philosophisch-Theologischen Hochschule Sankt Georgen in Frankfurt am Main sowie Direktor des Missionswissenschaftlichen Instituts Missio in Aachen.

## Leben
Nach dem Ende des Zweiten Weltkrieges studierte er als Limburger Seminarist im Priesterseminar Sankt Georgen in Frankfurt am Main. Ludwig Bertsch trat am 13. September 1951 in Eringerfeld die Gesellschaft Jesu ein. Von 1953 bis 1955 studierte er am Berchmanskolleg in Pullach (heute: Hochschule für Philosophie München) Philosophie, anschließend absolvierte er ein zweijähriges Aufbaustudium in Theologie an der Philosophisch-Theologischen Hochschule Sankt Georgen. Am 30. Juni 1956 empfing er die Priesterweihe im Frankfurter Dom. 1960 wurde er in Innsbruck bei dem Liturgiewissenschaftler Josef Andreas Jungmann SJ promoviert. 1961 wurde er Professor für Homiletik, später außerdem Pastoraltheologie und Liturgiewissenschaft in Sankt Georgen. 1997 wurde er emeritiert.
Bertsch war von 1967 bis 1973 Rektor der Jesuitenkommunität und zugleich Rektor der Philosophisch-Theologischen Hochschule Sankt Georgen, von 1973 bis 1982 Regens des Priesterseminars Sankt Georgen und von 1982 bis 1988 noch einmal Rektor der Hochschule. Er hat die heutige Hochschule wesentlich geprägt.
Ludwig Bertsch war neben seinen Aufgaben in Sankt Georgen von 1989 bis 1996 leitender Direktor des Missionswissenschaftlichen Institutes Missio e. V. (MWI) in Aachen. Er engagierte sich als Gastprofessor für die Katholische Universität in Kinshasa (Kongo) sowie als Vorsitzender des "Vereins zum Aufbau und Austausch mit der Université du Kasayi (UKA) e.V" Demokratische Republik Kongo. Nach seiner Pensionierung 1997 engagierte er sich als Kuratoriumsmitglied der Stiftung Agora.
Auf der Würzburger Synode war er Vorsitzender der Kommission II.